# Auger Gaillard

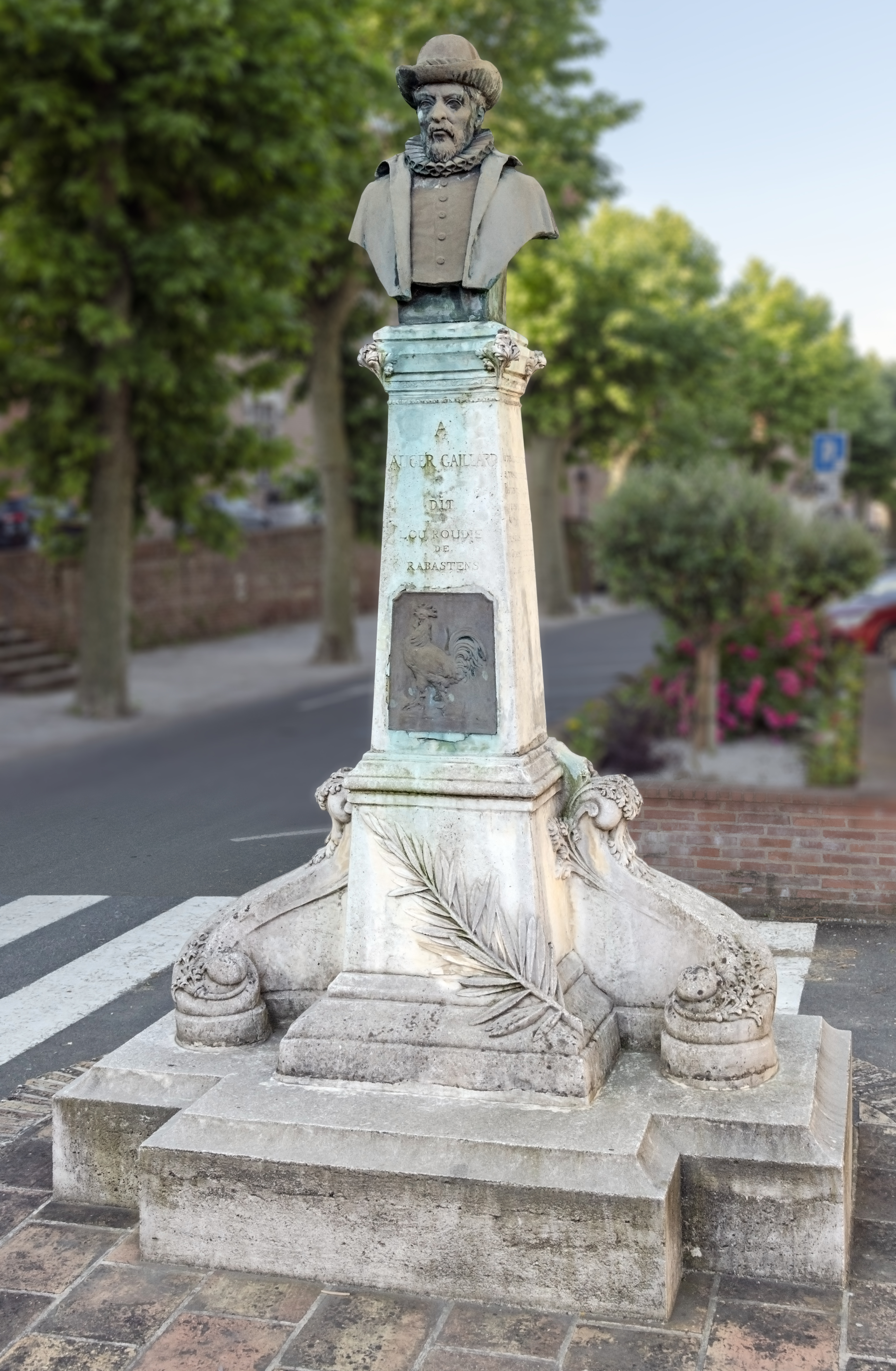
Denkmal Auger Gaillard in Rabastens

Auger Gaillard (auch: Galhard; * 1530 in Rabastens; † 1595 in Pau) war ein französischer Dichter okzitanischer und französischer Sprache.

## Leben und Werk
Auger Gaillard entstammte einer begüterten Familie von Stellmachern. Er verließ die Klerikerlaufbahn, war vorübergehend hugenottischer Soldat und spielte bei Dorfhochzeiten auf. Der Ruhm der Dichter Ronsard und Du Bartas veranlasste ihn, sich ebenfalls der Dichtkunst zu widmen und dies vor allem in seiner okzitanischen Muttersprache. In seinen Dichtungen machte er sich über Gott und die Welt, über den Tod wie über die Religion, lustig. Er wollte den Leser oder Hörer zum Lachen bringen und schreckte auch vor Skatologie nicht zurück. Er nannte sich Roudié de Rabastens (Radmacher, nach roue=Rad). In Rabastens wurde ihm eine Säule mit Büste errichtet.

## Werke
- Las obros de Augié Gaillard, natif de Rabastens en Albigez. J. Olivier, Bordeaux 1579.
- Lou Libre gras (1581, wegen Obszönität verboten und seither verschollen)
- Lou banquet d’Augié Galliard, roudié de Rabastens en Albigès. S. Ribardière, Paris 1583.
- Lou Banquet d’Augie Galliard, roudie de Rabastens en Albiges. Al cal Banquet à bel cop de sortos de meises, per so que tout lou moun n’es pas d’un goust. Lou tout dediat a Mousur de Seré, Seignhour de Courronssac. François Audebert, Paris 1584.
- Poésies languedociennes et françaises. Hrsg. Gustave de Clausade. Rodière, Albi 1843. Slatkine, Genf 1969. Lacour, Nîmes 1996.
- Oeuvres complètes. Hrsg. und Übersetzer Ernest Nègre. Presses universitaires de France, Paris 1970. Toulouse 1981.